# Charles Delacourt-Smith
Charles George Percy Delacourt-Smith, baron Delacourt-Smith (25 avril 1917 - 2 août 1972) est un syndicaliste britannique et un homme politique du parti travailliste.

## Jeunesse et formation
Né à Windsor et nommé d'après son père, il est le fils unique de Charles Smith et de sa femme Ethel. Il fait ses études à l'école des garçons de Windsor puis au Wadham College, Oxford, obtenant un diplôme avec une maîtrise es arts  À Oxford, il est élu bibliothécaire de l'Union d'Oxford.
Après l'université, il entre au New Fabian Research Bureau comme assistant de recherche. En 1939, il entre à l'Association des commis de la fonction publique et est secrétaire adjoint jusqu'en 1953 . Par la suite, il rejoint le Post Office Engineering Union, comme secrétaire général en 1967 . En 1960, il est nommé juge de paix, affecté au comté de Londres.

## Carrière politique
Après le déclenchement de la Seconde Guerre mondiale, Delacourt-Smith entre dans les Royal Engineers en juillet 1940. En janvier 1943, il est transféré au Royal Army Service Corps, où il est promu capitaine et mentionné dans les dépêches. Après la fin de la guerre, Delacourt-Smith est élu à la Chambre des communes britannique en 1945, comme député de Colchester. Il représente la circonscription jusqu'en 1950 et pendant ce temps est secrétaire parlementaire privé de Philip Noel-Baker en qualité de Secrétaire d'État aux Relations du Commonwealth. En 1947, il est choisi comme membre exécutif du département de recherche travailliste, poste qu'il occupe pendant les quatre années suivantes.
Delacourt-Smith est créé pair à vie en tant que baron Delacourt-Smith, de New Windsor, dans le comté royal de Berkshire en 1967 et siège à la Chambre des lords. Deux ans plus tard, il est nommé ministre d'État à la Technologie et, à cette occasion, admis au Conseil privé.

## Vie privée
En 1939, il épouse Margaret, la fille de Frederick Hando. Ils ont un fils et deux filles. Avec sa femme et sa fille cadette, il prend le nom de famille supplémentaire Delacourt en 1967. Il est décédé à l'âge de 55 ans à l'hôpital de Westminster, à Londres, en 1972, après avoir été victime d'un accident vasculaire cérébral lors d'un discours à la Chambre des lords. Deux ans après sa mort, sa femme reçoit une pairie à vie à part entière.

## Travaux
- Democratic Sweden (1938), Smith, G. et Cole, M. (eds), Routledge
- Les approvisionnements alimentaires britanniques dans la paix et la guerre (1940), Smith, C., Routledge
- La Turquie moderne (1940), Parker, J. et Smith, C., Routledge